# Fernando Ferreira
Fernando José Almeida Sequeira Ferreira (sinh ngày 20 tháng 11 năm 1986 ở Viseu) là một cầu thủ bóng đá người Bồ Đào Nha thi đấu cho Académico de Viseu FC ở vị trí tiền vệ phòng ngự.